# Onthophagus inflatus
Onthophagus inflatus är en skalbaggsart som beskrevs av Walter och Yves Cambefort 1977. Onthophagus inflatus ingår i släktet Onthophagus och familjen bladhorningar. Inga underarter finns listade i Catalogue of Life.